# Ernst Gossler (Bankier)
Ernst Gossler (* 10. Juni 1838 in Hamburg; † 5. Juli 1893 ebenda) war ein Hamburger Bankier und Abgeordneter.

## Leben
Gossler, Sohn von Ernst Gossler und Neffe von Wilhelm Gossler und Hermann Gossler, war nach einer Lehrzeit in Hamburg von 1859 bis 1863 in unterschiedlichen Firmen in England, Portugal und Nordamerika tätig, bevor er 1863 Prokurist in der Firma Joh. Berenberg, Gossler & Co. wurde. Am 1. Januar 1873 wurde er Teilhaber, nach dem Tod von Johann Heinrich Gossler (1805–1879) führte er die Firma zusammen mit John Berenberg-Gossler. Außerdem war er ab 1868 Einzelprokurist der Firma Wm Gossler. 
Von 1873 an gehörte Gossler der Handelskammer Hamburg an, die er ab Januar 1879 als Präses leitete. Bereits im Mai 1879 musste er jedoch zurücktreten, da er öffentlich für den Zollanschluss Hamburgs an das deutsche Reich eingetreten war, eine Position, die in der Handelskammer zum damaligen Zeitpunkt sehr umstritten war. Er trat auch aus der Kammer aus. Gossler gehörte von 1877 bis 1879 als von der Handelskammer abgesandtes Mitglied der Hamburgischen Bürgerschaft an.
Gossler war an der Finanzierung der Antarktis-Expedition 1873/74 von Eduard Dallmann beteiligt. Dallmann erkundete im Auftrag der Deutschen Polar-Schifffahrtsgesellschaft die Gewässer vor der Antarktischen Halbinsel. Seine Reederei taufte im Nachgang der Expedition eine der entdeckten Inseln auf den Namen Gossler-Insel.

## Familie
Seine Schwester Antonie Mathilde Goßler (1848–1920) war mit Franz Andreas Meyer verheiratet.